# 亞歷山大·加利亞莫夫

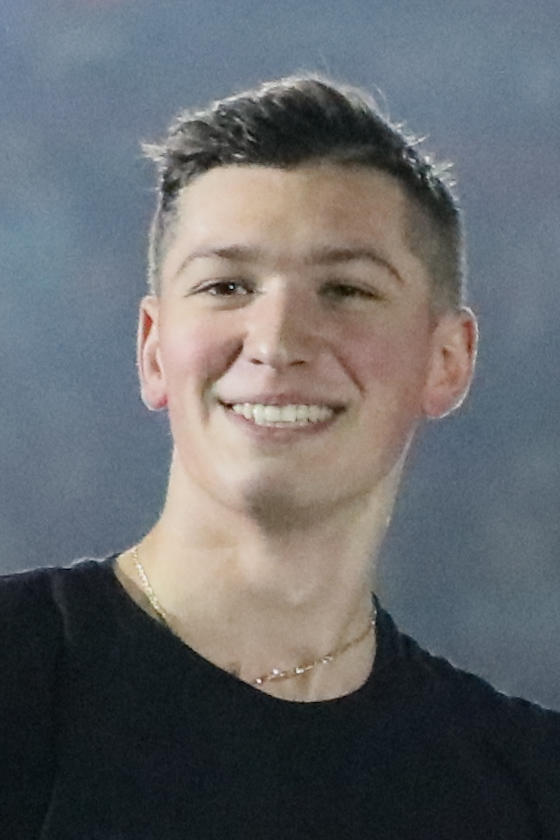
亚历山大·加利亚莫夫，2019年

亞歷山大·加利亞莫夫（俄語：Александр Галлямов，1999年8月28日—），俄羅斯花式溜冰運動員，他代表俄羅斯奧林匹克委員會隊參加了中國舉行的2022年冬季奧林匹克運動會，並且在團體比賽上獲得金牌（但2024年國際體育仲裁法庭判決俄羅斯女子花式滑冰選手卡米拉·瓦莉娃因服用禁藥被判禁賽4年確定，禁賽自2021年底算起，使得俄羅斯奧委會喪失在2022年北京冬奧贏得的花滑團體賽金牌。）。2023年4月15日，乌克兰对俄罗斯实施新的制裁，他因支持俄罗斯入侵乌克兰而被列入制裁名单。